# Pokazove, Dobrovelîcikivka
Pokazove (în ucraineană Показове) este un sat în comuna Fedorivka din raionul Dobrovelîcikivka, regiunea Kirovohrad, Ucraina.

## Demografie
Componența lingvistică a localității Pokazove
     Ucraineană (98,74%)
     Rusă (1,26%)
Conform recensământului din 2001, majoritatea populației localității Pokazove era vorbitoare de ucraineană (98,74%), existând în minoritate și vorbitori de rusă (1,26%).